# Árpád Fürdő (Székesfehérvár)
A székesfehérvári Árpád Fürdő 1905-ben épült, szecessziós stílusú főépülete műemlék.

## Története
Az 1905-ben átadott fürdőhöz 1920-as évek elején hozzátoldották az Árpád Szállót, majd az 1950-es években egy uszodát. 1946-tól a városi hőerőmű biztosította a gőzellátást. Több éves rekonstrukció után 2010-ben adták át a felújított épületegyüttest. A rekonstrukciós munkálatokat Koch Péter tervei alapján végezték, melynek során az eredeti állapotok visszaállítására törekedtek, valamit a műemléki védelem alatt nem álló, későbbi toldásokat (a szállót és az uszodát) elbontották. A szaunát, a gőzkabint, és az élményzuhanyt egy újonnan épített épületben helyezték el, mely stílusában illeszkedik a műemlék épülethez és a belvárosi környezethez.

## Főbb részei
- törökfürdő
- mozaikkal kirakott ülőmedence
- ülő pezsgőfürdő
- központi fürdőmedence
- tepidárium
- szauna
- gőzkabin
- élményzuhany